# 婦人ニュース (日本テレビ)
『婦人ニュース』（ふじんニュース）は、1957年4月1日から1966年10月、および1968年7月1日から1969年1月17日まで日本テレビ系列で放送されていた日本テレビ製作の報道番組・情報番組である。全3000回（第1期）。

## 概要
日本国内ならびに海外のニュースを、フィルムと生中継を駆使して伝えていた帯番組。15分番組ながら社会時評のコーナーや話題の人物との対談コーナーを設け、女性・教育・衣食住にまつわる問題なども取り上げるなど、後のワイドショーの先駆け的な存在となった。番組が末期に企画・放送した「日本の住宅シリーズ」は第14回民放大会賞（後の日本民間放送連盟賞）に出品され、番組活動賞揚部門「テレビ・地域社会に貢献した番組活動」最優秀賞を受賞した。
1966年4月にNNN協定が成立したのを受け、番組は 12:00 - 12:15 に放送の『日本テレニュース』とともに同年10月に終了。替わって12:30から放送の30分番組『NNNワイドニュース』がスタートした。
番組は1968年7月に同じタイトルで復活したが、こちらは半年あまりで終了した。

## 放送時間
いずれも日本標準時。

### 第1期
- 月曜 - 土曜 12:45 - 13:00（1957年4月1日 - 1958年9月）
- 月曜 - 土曜 12:40 - 12:55（1958年10月 - 1960年3月） - 12:55から5分間のガイド枠が設けられ、以後は5分繰り上げて放送。
- 月曜 - 土曜 12:45 - 13:00（1960年4月 - 1966年10月） - ガイド枠の移動によって元の時間帯に復帰。

### 第2期
- 月曜 - 金曜 14:30 - 14:55（1968年7月1日 - 1968年9月27日）
- 月曜 - 金曜 14:00 - 14:40（1968年9月30日 - 1969年1月17日） - 30分繰り上げ。同時に放送枠が15分拡大。

## 放送局
- 日本テレビ（製作局）
- 札幌テレビ
- 青森放送[2]
- 仙台放送
- 秋田放送[3]
- 北日本放送[4]
- 名古屋テレビ
- よみうりテレビ
- 広島テレビ[5]
- 山口放送
- 四国放送[6]
- 西日本放送[7]
- 南海放送[7]
- 高知放送[8]
- テレビ西日本